# Bauchi
| Bauchi              | Bauchi               |
| ------------------- | -------------------- |
|                     |                      |
| Basisdaten          |                      |
| Hauptstadt:         | Bauchi               |
| gegründet:          | 3. Februar 1976      |
| Gouverneur:         | Mohammed Abubakar    |
| ISO 3166-2:         | NG-BA                |
| Fläche              |                      |
| Fläche:             | 45.837 km²           |
| Rang in Nigeria:    | 5                    |
| Bevölkerung         |                      |
| Einwohner:          | 6.537.300 (2016)     |
| Bevölkerungsdichte: | 143 Einw./km² (2005) |
| Rang in Nigeria:    | 7                    |

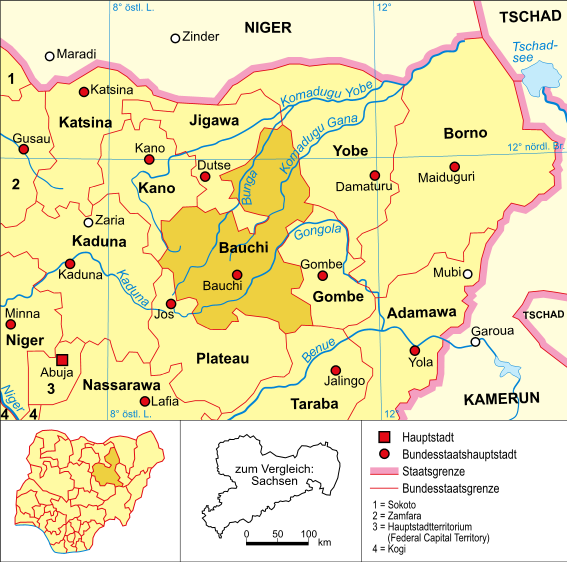
Lage von Bauchi in Nigeria

Bauchi ist ein Bundesstaat des westafrikanischen Landes Nigeria mit der gleichnamigen Hauptstadt Bauchi, die mit 301.284 Einwohnern (Stand 2012) auch die größte Stadt des Bundesstaates ist.

## Geografie
Der Bundesstaat liegt im Norden des Landes und grenzt im Nordwesten an den Bundesstaat Jigawa, im Nordosten an den Bundesstaat Yobe, im Südwesten an den Bundesstaat Plateau, im Südosten an den Bundesstaat Taraba, im Westen an die Bundesstaaten Kaduna und Kano und im Osten an den Bundesstaat Gombe. Den Bundesstaat durchquert der Fluss Gongola, der längste Nebenfluss des Benue. Im Norden des Plateaus liegt der Maladumba-See, der Teil eines Feuchtgebietes von internationaler Bedeutung gemäß der Ramsar-Konvention ist.

## Geschichte
Der Bundesstaat wurde am 3. Februar 1976 aus einem Teil des früheren Bundesstaates „North-Eastern“ gebildet. Erster Gouverneur war zwischen März 1976 und Juli 1978 Mohammed Kaliel. Gegenwärtiger Gouverneur ist seit 2015 Mohammed Abubakar.
In Bauchi ist seit 2001 das islamische Recht, die Scharia, in Kraft. Sie wurde auf Druck islamischer Gruppen eingeführt und hat den Rang als Hauptquelle der Gesetzgebung.
Nach Verhängung eines Demonstrationsverbots gegen die islamische Gruppe Boko Haram brachen Ende Juli 2009 in der Hauptstadt Bauchi Unruhen aus, die sich weiter auf Yobe, Borno und weitere Regionen ausweiteten. Dabei kamen in kürzester Zeit mindestens 200 Menschen ums Leben.

## Gouverneure und Administratoren
- Mohammed Kaliel (Gouverneur 1976–1978)
- Garba Duba (Gouverneur 1978–1979)
- Tatari Ali (Gouverneur 1979–1983)
- Mohammed Sami Sani (Gouverneur 1984–1985)
- Chris Garuba (Gouverneur 1985–1987)
- Joshua Madaki (Gouverneur 1987–1990)
- Abu Ali (Gouverneur 1990–1992)
- Dahiru Mohammed (Gouverneur 1992–1993)
- James Kalau (Administrator 1993–1994)
- Rasheed Raji (Administrator 1994–1996)
- Theophilus Bamigboye (Administrator 1996–1998)
- Abdul Mshelia (Administrator 1998–1999)
- Adamu Mu'azu (Gouverneur 1999–2007)
- Isa Yuguda (2007–2015)
- Mohammed Abubakar (2015–)

## Verwaltung
Der Staat gliedert sich in 20 Local Government Areas.
Diese sind: Alkaleri, Bauchi, Bogoro, Damban, Darazo, Dass, Gamawa, Ganjuwa, Giade, Itas-Gadau, Jama’are, Katagun, Kirfi, Misau, Ningi, Shira, Tafawa-Balewa, Toro, Warji und Zakki.

## Wirtschaft
Der Hauptwirtschaftszweig in Bauchi ist die Landwirtschaft. Der fruchtbare Boden begünstigt den Anbau von Agrarerzeugnissen wie Mais, Reis, Hirse, Erdnüsse und anderem. Die Viehhaltung im Bundesstaat hat eine große Bedeutung.